# AMSN
aMSN은 자유 윈도우 라이브 메신저 클론이다. aMSN은 윈도우 라이브 메신저의 룩 앤드 필을 따라하는 것을 시도하면서 윈도우 라이브 메신저의 기능들 중 다수를 지원한다. 2011년 1월 기준으로 약 40,000,000번 다운로드되면서 소스포지에서 21번째로 많이 다운로드된 프로젝트가 되었다.
aMSN은 Tcl/Tk 8.5 이상을 지원하는 모든 시스템에서 사용할 수 있으며, 여기에는 마이크로소프트 윈도우, 매킨토시, 유닉스/리눅스 변종(마에모, 오픈솔라리스 포함)이 포함된다. 포터블 버전의 윈도우가 포터블앱스에 의해 이용이 가능하다.